# Universitet i Polen
Det äldsta universitetet är Uniwersytet Jagielloński i Kraków. Universitetet i Wrocław/Breslau bildades 1505 av den polske prinsen och kungen Vladislav II av Böhmen och Ungern och 1702 av Leopold I (tysk-romersk kejsare).
Två gamla polska universitet är utomlands, men hade stor inverkan på polsk kultur. Universitetet i Wilno/Vilnius bildades 1579 av den polsk-ungerske kungen Stefan Batory. Under andra världskriget blev universitetet sovjetiserat och russifierat - och vid tysk ockupation upphörde det helt. Efter andra världskriget återöppnades universitet som en ryskspråkig skola. När Litauen återfick oberoende blev universitetet litauiskt. Universitetet i Lwów/Lwiv bildades 1608 som ett jesuitkollegium och omvandlades 1661 av den polske kungen Johan II Kasimir till ett universitet. Under andra världskriget utsattes universitetet för sovjetisering och därefter vid tyskt övertagande agerade universitetet underjordiskt. Efter andra världskriget, då den polska befolkningen förflyttades till Polens nuvarande västra delar, kom en stor del av de lärare och forskare som överlevt sovjetisk och tysk utrotning till universitetet i Wrocław. Lvivs universitet heter numera Iwan Frankos universitet.
Universitet i Poznań bildades 1611 av Sigismund (i Polen räknas han som Zygmunt III Waza).  Universitetet i Warszawa bildades under rysk ockupation då tsaren Alexander I godkände bildningsaktivisterna Stanisław Kostka Potockis och Stanisław Staszic's förslag.
Det katolska universitetet i Lublin, som bildades 1918, fick arbeta under övervakning och starka restriktioner under kommunisttiden (1944-1990); bland annat förbjöds skolan att undervisa i icke-kyrkliga ämnen. Skolan hade stort symboliskt värde i motståndet mot det totalitära systemet. 
Under hela efterkrigstiden fram till 1990-talet har det kommit många utbytesstudenter, främst från afrikanska länder som  Uganda, Kenya och Angola för att studera allt från medicin till vapenteknik. Efter det att Polen gick med i EU och Erasmussamarbetet har de polska universiteten och högskolorna blivit tillgängliga för studerande från Europa, och flera fakulteter har utbildningsprogram på engelska som riktar sig till utländska studenter. I till exempel utbildningen i medicin på Jagellonska universitetet deltar flera studerande från Sverige.
Vid sidan om universiteten bedrivs akademisk utbildning vid olika akademier, högskolor, politekniker, etc., både i statlig och privat regi. Detta omfattar bland annat utbildning i ekonomi, medicin, musik, pedagogik, agrikultur, konst, teater, teknik, teologi och sjöfart.
| Universitet                                     | Ort                      | Etablerat        | www-adress |
| ----------------------------------------------- | ------------------------ | ---------------- | ---------- |
| Uniwersytet Jagielloński                        | Kraków                   | 1364, 1400       | UJ         |
| Uniwersytet Wrocławski                          | Wrocław                  | 1505, 1702, 1811 | UWr        |
| Uniwersytet Stefana Batorego till 1939          | Wilno, nuvarande Vilnius | 1579             |            |
| Uniwersytet Jana Kazimierza till 1939           | Lwów, nuvarande Lviv     | 1608, 1661       |            |
| Uniwersytet im. Adama Mickiewicza               | Poznań                   | 1611, 1919       | UAM        |
| Uniwersytet Warszawski                          | Warszawa                 | 1816             | UW         |
| Katolicki Uniwersytet Lubelski Jana Pawła II    | Lublin                   | 1918             | KUL        |
| Uniwersytet Marii Curie-Skłodowskiej w Lublinie | Lublin                   | 1944             | UMCS       |
| Medicinska universitetet i Lublin               | Lublin                   | 1944             | UML        |
| Uniwersytet Łódzki                              | Łódź                     | 1945             | UŁ         |
| Uniwersytet Mikołaja Kopernika                  | Toruń                    | 1945             | UMK        |
| Uniwersytet Śląski                              | Katowice                 | 1968             | UŚ         |
| Uniwersytet Gdański                             | Gdańsk                   | 1970             | UG         |
| Uniwersytet Szczeciński                         | Szczecin                 | 1984             | USz        |
| Uniwersytet Opolski                             | Opole                    | 1994             | UO         |
| Uniwersytet w Białymstoku                       | Białystok                | 1997             | UwB        |
| Uniwersytet Warmińsko-Mazurski                  | Olsztyn                  | 1999             | UWM        |
| Uniwersytet Kardynała Stefana Wyszyńskiego      | Warszawa                 | 1999             | UKSW       |
| Uniwersytet Zielonogórski                       | Zielona Góra             | 2001             | UZ         |
| Uniwersytet Rzeszowski                          | Rzeszów                  | 2001             | URz        |
| Uniwersytet Medyczny w Łodzi                    | Łódź                     | 2002             | UM         |
| Uniwersytet Kazimierza Wielkiego                | Bydgoszcz                | 2005             | UKW        |